# Сан-Пайю-де-Сейде
Сан-Пайю-де-Сейде (порт. São Paio de Seide; МФА: [ˈsɐ̃w ˈpaj.u dɨ ˈsɐj.dɨ]) — парафія в Португалії, у муніципалітеті Віла-Нова-де-Фамалікан. Розташована в північно-західній частині країни, на теренах історичної португальської провінції Дору-Міню. Входить до складу округу Брага. За адміністративним поділом, чинним до 1976 року, терени парафії були складовою провінції Міню. Належить до Бразької архідіоцезії Католицької церкви. Патрон — святий Пелагій. Площа — 1,3536 км². Населення — 371 ос. (2011). Слабо урбанізований регіон. Густота населення — 274,08 осіб/км²
. Код — 031244.

## Назва
- Сейде (Сан-Пайю) (порт. Seide (São Paio)) — офіційна назва.

## Населення
| Кількість мешканців | Кількість мешканців | Кількість мешканців | Кількість мешканців | Кількість мешканців | Кількість мешканців | Кількість мешканців | Кількість мешканців | Кількість мешканців | Кількість мешканців | Кількість мешканців | Кількість мешканців | Кількість мешканців | Кількість мешканців | Кількість мешканців |
| ------------------- | ------------------- | ------------------- | ------------------- | ------------------- | ------------------- | ------------------- | ------------------- | ------------------- | ------------------- | ------------------- | ------------------- | ------------------- | ------------------- | ------------------- |
| 1864                | 1878                | 1890                | 1900                | 1911                | 1920                | 1930                | 1940                | 1950                | 1960                | 1970                | 1981                | 1991                | 2001                | 2011                |
| 252                 | 266                 | 285                 | 282                 | 297                 | 298                 | 324                 | 337                 | 362                 | 392                 | 393                 | 500                 | 437                 | 381                 | 371                 |